# 罗伯特·杰伊·利夫顿
罗伯特·杰伊·利夫顿（英語：Robert Jay Lifton，1926年5月16日—），是美国心理学家、作家，主要研究战争和政治暴力的心理原因以及思想改革理论而闻名。

## 著作
- 《纳粹医生》
- 《生中之死：广岛幸存者》
- 《断裂之联结：死亡与生命的延续》
- 《多变之人》
- 《毁灭这个世界来拯救它》